# Episodi di Leverage - Consulenze illegali (terza stagione)
La terza stagione della serie televisiva Leverage è andata in onda negli Stati Uniti sul network TNT dal 20 giugno al 19 dicembre 2010.
Tra le guest star sono presenti Elisabetta Canalis, Tom Skerritt, Richard Chamberlain, Giancarlo Esposito, Lisa Brenner, John Schneider, Clancy Brown e Bill Engvall.
In Italia è stata trasmessa su Joi dal 14 novembre 2010 che ha mandato i primi otto episodi, ripresa successivamente dal 17 aprile 2011 con i restanti fino all'8 maggio 2011. In chiaro è stata trasmessa dal 27 dicembre 2010 LA7 interrotta dopo i primi cinque episodi e proseguita successivamente su LA7d che ha mandato i restanti episodi dal 6 novembre 2011 fino all'11 dicembre 2011.
| nº | Titolo originale         | Titolo italiano                  | Prima TV USA     | Prima TV Italia  |
| -- | ------------------------ | -------------------------------- | ---------------- | ---------------- |
| 1  | The Jailhouse Job        | Un lavoro dietro le sbarre       | 20 giugno 2010   | 14 novembre 2010 |
| 2  | The Reunion Job          | Una password per la libertà      | 20 giugno 2010   | 14 novembre 2010 |
| 3  | The Inside Job           | Parker lavora in proprio         | 27 giugno 2010   | 21 novembre 2010 |
| 4  | The Scheherazade Job     | Scheherazade                     | 27 giugno 2010   | 21 novembre 2010 |
| 5  | The Double-Blind Job     | Farmaco letale                   | 11 luglio 2010   | 28 novembre 2010 |
| 6  | The Studio Job           | Gli affari sono affari           | 18 luglio 2010   | 28 novembre 2010 |
| 7  | The Gone-Fishin' Job     | Pescatori presi all'amo          | 25 luglio 2010   | 5 dicembre 2010  |
| 8  | The Boost Job            | Donne e motori                   | 1º agosto 2010   | 5 dicembre 2010  |
| 9  | The Three-Card Monte Job | Il gioco delle tre carte         | 8 agosto 2010    | 17 aprile 2011   |
| 10 | The Underground Job      | Chi la fa l'aspetti              | 15 agosto 2010   | 17 aprile 2011   |
| 11 | The Rashomon Job         | Il mistero del pugnale scomparso | 22 agosto 2010   | 24 aprile 2011   |
| 12 | The King George Job      | La truffa di Re Giorgio          | 29 agosto 2010   | 24 aprile 2011   |
| 13 | The Morning After Job    | Livido risveglio                 | 5 settembre 2010 | 1º maggio 2011   |
| 14 | The Ho Ho Ho Job         | Operazione Babbo Natale          | 12 dicembre 2010 | 1º maggio 2011   |
| 15 | The Big Bang Job         | Il corno d'ariete                | 19 dicembre 2010 | 8 maggio 2011    |
| 16 | The San Lorenzo Job      | La resa dei conti                | 19 dicembre 2010 | 8 maggio 2011    |